# André de Saint-Victor
André de Saint-Victor est un victorin mort le 19 octobre 1175, à Wigmore, Pays de Galles. C'est un théologien et l'un des plus grands exégètes scientifiques de la Bible du XIIe siècle, notamment par un retour à l'hebraica veritas, initiée par Hugues de Saint-Victor.

## Vie
Sa formation est assurée par Hugues de Saint-Victor à l'Abbaye Saint-Victor de Paris. Il reprend la chaire de son maître après 1140 jusqu'en 1147. André devient ensuite l'abbé du monastère de Wigmore, (diocèse d'Hereford), une des maisons des Victorins de 1147 à 1154. Quelques différends l'obligent à quitter son diocèse un temps : on le retrouve à Paris de 1159 à 1162. Il meurt en 1175 à Wigmore.
Suivant de près les conseils de son maître Hugues, quêtant le sens littéral ou historique, il laisse d'importants commentaires sur une grande partie de l'Ancien Testament. André a étudié le grec et l'hébreu et les traditions et méthodes des maîtres juifs, ce qui l'a profondément influencé. Ses disciples et lui, préférant parfois l'interprétation des rabbins à la tradition chrétienne, Richard de Saint-Victor s'en prend à lui dans son De Emmanuele, et l'accusait de judaïser l'exégèse biblique, en interprétant littéralement les prophéties d'Isaïe et notamment le Ecce virgo concipiet et pariet filium... (Isaïe, 7,14). Aux yeux d'André « la prophétie n'a pas d'autre objet que la délivrance prochaine d'Achaz et de son royaume. Sous l'influence de cette interprétation, on appliquait le passage d'Isaïe, non à la Vierge, mais à la femme du prophète. ».
Au XIIIe, Roger Bacon, très influencé par l'exégèse des Victorins, récrimine l'autorité excessive des commentaires d'André de Saint-Victor, considérant sa science insuffisante.

## Œuvres
- Commentaire sur le Pentateuque (Paris, BN, Ms. Lat. 14416)
- Commentaire sur Isaïe (Paris, BN, Ms. Lat. 125 et 574)
- Commentaire sur les Rois, Paralipomènes, Proverbes, Macchabées, Petits prophètes, Daniel (Cambridge, Ms.)
- Expositiones historicas in Libros Salmonis

## Éditions
- Expositiones historicas in Libros Salmonis, éd. Berndt, Turnhout-Brépols, 1991